# Hoplitis manicata
Hoplitis manicata is een vliesvleugelig insect uit de familie Megachilidae. De wetenschappelijke naam van de soort is voor het eerst geldig gepubliceerd in 1901 door Morice.